# 鈴木雅弘
鈴木 雅弘（すずき まさひろ、1995年7月11日 - ）は、日本のプロボクサー。東京都足立区出身。第43代日本スーパーライト級王者。第48代OPBF東洋太平洋ライト級王者。角海老宝石ボクシングジム所属。トレーナーは田部井要。同じプロボクサーの鈴木稔弘は弟。

## 来歴
アマチュア時代には駿台学園高等学校、東京農業大学ボクシング部で活躍。アマチュア戦績は90戦64勝(21KO)26敗。大学の先輩に同じく角海老宝石ジム所属の山内涼太、酒井幹生らがいる。
大学卒業後にワールドスポーツボクシングジムからプロ転向。
2018年11月3日、後楽園ホールでデビュー戦としてアントニオ・シエスムンドと対戦し、6回1分55秒TKO勝ちを収めた。
2019年8月8日、後楽園ホールで日本ライト級6位の有岡康輔と対戦し、2回2分18秒KO勝ちを収めた。
2020年3月1日付けで角海老宝石ボクシングジムに移籍。。
2021年6月10日、後楽園ホールで日本スーパーライト級王者の永田大士に挑戦し、10回2分9秒TKO勝ちを収め、王座を獲得した。
その6日後の6月16日付けで、王座を返上した。ジム側は理由として、主戦場であるライト級に戻して2階級制覇を目標とすること。そして、「選択試合で誕生したチャンピオンに義務付けられる指名試合ルール」(その時の指名挑戦者は平岡アンディ)に抗議する理由もあるとしている。
2021年10月30日、後楽園ホールで日本ライト級王座挑戦者決定戦として日本ライト級1位の利川聖隆と対戦し、8回2-1（76-74×2、74-77）で判定勝ちを収め、吉野修一郎への挑戦権を獲得した。
2022年2月8日、後楽園ホールにて開催された「ダイヤモンドグローブ」のメインイベントで、吉野修一郎が返上し空位となった日本ライト級王座決定戦を同級4位の宇津木秀と行い、プロ初黒星となる9回44秒TKO負けで王座獲得に失敗し日本王座の2階級制覇を果たせなかった。
2023年4月18日、後楽園ホールで元WBO世界バンタム級王者のプンルアン・ソー・シンユーと対戦し、2回1分45秒KO勝ちを収めた。
2023年10月7日、フィリピン・マニラのエロルデ・スポーツセンターでOPBF東洋太平洋ライト級11位のロルダン・アルデアと吉野修一郎が返上し空位となったOPBF東洋太平洋同級王座決定戦を行うも、12回1-0（114-114×2、116-112）の判定で引き分け、王座獲得とはならなかった。
2024年1月20日、後楽園ホールでOPBF東洋太平洋ライト級4位のロルダン・アルデアとOPBF東洋太平洋同級王座決定戦で3ヶ月ぶりに再戦となるダイレクトリマッチを行い、初回1分22秒TKO勝ちを収め王座獲得に成功した。
2024年7月19日、後楽園ホールでOPBF東洋太平洋ライト級3位の宇津木秀とOPBF東洋太平洋同級タイトルマッチで2年5ヶ月ぶりに再戦するも、5回2分54秒TKO負けを喫し王座から陥落、初黒星を付けた相手への雪辱を果たせなかった。

## 人物
- 弟の鈴木稔弘は日本大学元主将で現在は志成ボクシングジムのプロボクサー。

## 戦績
- アマチュア戦績:90戦64勝（21KO・RSC）26敗
- プロ戦績:13戦 10勝（7KO）2敗 1分

| 戦           | 日付           | 勝敗 | 時間     | 内容        | 対戦相手                   | 国籍           | 備考                               |
| ------------ | -------------- | ---- | -------- | ----------- | -------------------------- | -------------- | ---------------------------------- |
| 1            | 2018年11月3日  | ☆    | 6R 1:55  | TKO         | アントニオ・シエスムンド   | フィリピン     | プロデビュー戦                     |
| 2            | 2019年3月2日   | ☆    | 6R       | 判定3-0     | ケルビン・テノリオ         | フィリピン     |                                    |
| 3            | 2019年8月8日   | ☆    | 2R 2:18  | KO          | 有岡康輔（三迫）           | 日本           |                                    |
| 4            | 2019年11月19日 | ☆    | 5R 2:07  | 負傷判定2-1 | 松本北斗（シャイアン大嶋） | 日本           |                                    |
| 5            | 2020年12月14日 | ☆    | 3R 1:04  | TKO         | 小田貴博（グリーンツダ）   | 日本           |                                    |
| 6            | 2021年6月10日  | ☆    | 10R 2:09 | TKO         | 永田大士（三迫）           | 日本           | 日本スーパーライト級タイトルマッチ |
| 7            | 2021年10月30日 | ☆    | 8R       | 判定2-1     | 利川聖隆（横浜光）         | 日本           | 日本ライト級挑戦者決定戦           |
| 8            | 2022年2月8日   | ★    | 9R 0:44  | TKO         | 宇津木秀（ワタナベ）       | 日本           | 日本ライト級王座決定戦             |
| 9            | 2022年10月22日 | ☆    | 4R 2:19  | TKO         | 近藤哲哉（横田S）          | 日本           |                                    |
| 10           | 2023年4月18日  | ☆    | 2R 1:45  | KO          | プンルアン・ソー・シンユー | タイ           |                                    |
| 11           | 2023年10月7日  | △    | 12R      | 判定1-0     | ロルダン・アルデア         | フィリピン     | OPBF東洋太平洋ライト級王座決定戦   |
| 12           | 2024年1月20日  | ☆    | 1R 1:22  | TKO         | ロルダン・アルデア         | フィリピン     | OPBF東洋太平洋ライト級王座決定戦   |
| 13           | 2024年7月19日  | ★    | 5R 2:54  | TKO         | 宇津木秀（ワタナベ）       | 日本           | OPBF王座陥落                       |
| 14           | 2024年12月31日 | ☆    | 6R 1:18  | TKO         | 加藤亜礼史（折尾）         | 日本           |                                    |
| 15           | 2025年5月12日  | -    | -        | -           | 李洋洋                     | 中華人民共和国 | 試合前                             |
| テンプレート |                |      |          |             |                            |                |                                    |

## 獲得タイトル
- 第43代日本スーパーライト級王座（防衛0=返上）
- 第48代OPBF東洋太平洋ライト級王座（防衛0）